# Saint-Romans-des-Champs

Saint-Romans-des-Champs este o comună în departamentul Deux-Sèvres, Franța. În 2009 avea o populație de 176 de locuitori.